# Asnières-sur-Oise
Asnières-sur-Oise is een plaats in Frankrijk aan de rivier de Oise. Het ligt in het parc naturel régional Oise-Pays de France.

## Kaart
De onderstaande kaart toont de ligging van Asnières-sur-Oise met de belangrijkste infrastructuur en aangrenzende gemeenten.

## Demografie
Onderstaande figuur toont het verloop van het inwonertal, bron: INSEE-tellingen. 

## Websites
- (fr)  Asnières-sur-Oise. officiële website
- (fr)  Statistische informatie op de website van INSEE

1. ↑  Populations de référence 2022.